# Siphlophis compressus
Siphlophis compressus är en ormart som beskrevs av Daudin 1803. Siphlophis compressus ingår i släktet Siphlophis och familjen snokar. Inga underarter finns listade i Catalogue of Life.
Arten förekommer i Amazonområdet i norra Bolivia, norra Brasilien, östra Peru, östra Ecuador och sydöstra Colombia. Utbredningsområdet fortsätter över regionen Guyana, Venezuela och norr om Colombias bergstrakter till Panama, Costa Rica och nordvästra Ecuador. Dessutom finns en avskild population i östra Brasilien vid Atlanten. Denna orm lever i låglandet och i låga bergstrakter upp till 1200 meter över havet. Habitatet utgörs främst av fuktiga skogar som kan vara brukade. I Colombia och Ecuador hittas arten även i torra skogar. Individerna är nattaktiva och de jagar vanligen ödlor. Siphlophis compressus äter även är mindre ormar, groddjur, små däggdjur och ägg från ödlor. Honor lägger själv ägg.
I begränsade regioner hotas beståndet av skogens omvandling till jordbruksmark. Hela populationen anses vara stabil. IUCN kategoriserar arten globalt som livskraftig.